# Rübenzystennematode
Der Rübenzystennematode (Heterodera schachtii, auch Rübenälchen, Rübennematode) ist ein Fadenwurm, der als Endoparasit Rübenwurzeln parasitiert. Heterodera schachtii wurde 1859 durch den Bonner Botaniker Hermann Schacht erstmals beschrieben und 1871 von Schmidt systematisch eingeordnet und nach Schacht benannt. Die Zuckerrübe wird seltener von Heterodera betae befallen. Zur Gattung Heterodera zählen auch der Sojabohnenzystennematode (Heterodera glycines), Getreidezystennematoden (Heterodera avenae, Heterodera filipjevi, Heterodera latipons) und zahlreiche weitere Arten.

## Merkmale
Heterodera schachtii ist zweigeschlechtlich; die beiden Geschlechter haben unterschiedliche Gestalt (Sexualdimorphismus). Während die Männchen wurmförmig sind, bilden die Weibchen eine zitronenförmige Gestalt und weisen eine Länge von 0,8 mm auf.

## Entwicklung
Die Larven entwickeln sich im Ei im Körper der Weibchen. Nach einem ersten Schlupf nehmen sie noch immer in der Eihülle ein  Ruhestadium ein. Die Cuticula der abgestorbenen Weibchen härtet aus und wandelt sich zu einer Zyste um, in dem sich die in der Eihülle ruhenden Larven befinden. Unter geeigneten Bedingungen (Bodenfeuchte, Bodentemperatur und Bodenbelüftung) aktivieren Wurzelausscheidungen von Wirtspflanzen die Larven. Sie schlüpfen aktiv aus der Eihülle und der Zyste und wandern zu den Wurzeln der Wirtspflanze. Sie können in der Zyste aber auch bis zu zehn Jahre überdauern.
Mit Hilfe eines Mundstachels dringen die Larven dann in das Pflanzengewebe der Wurzel ein. Im Zentralzylinder der Wurzel geben sie durch den Mundstachel Speichelstoffe in eine einzelne Zelle ab. Die Zelle reagiert mit einem lokalen Abbau der Zellwand und verschmilzt so mit den Nachbarzellen zu einem Syncytium, aus dem die Larve ihre gesamte Nahrung für ihre Entwicklung entnimmt.
Die Larven entwickeln sich dann über zwei weitere Stadien zu Männchen und Weibchen.

## Schadwirkung
Die Rübenzystennematoden verursachen die Rübenmüdigkeit. Diese entsteht dann, wenn Rüben und andere Wirtspflanzen (alle Rüben-Arten der Gattung Beta und die Arten der Gänsefußgewächse, wie z. B. Spinat), aber auch Brassica-Arten, wie Raps, immer wieder auf derselben Fläche angepflanzt werden. Bei Zuckerrüben führt sie beispielsweise zu vermehrter Bildung von Seitenwurzeln ("Bart") und verringertem Wachstum der Rüben – und damit zu Ertragseinbußen.

## Gegenmaßnahmen
Die Populationsdichte lässt sich durch eine Fruchtfolge, in der Zuckerrübe nur alle 4 Jahre oder seltener angebaut wird, niedrig halten oder reduzieren. Zudem können resistente Zwischenfrüchte wie resistenter Gelbsenf oder resistenter Ölrettich angebaut werden. Diese geben Lockstoffe ab und veranlassen damit die Larven der Nematoden, ihre Zysten zu verlassen und in die resistenten Pflanzen einzuwandern. Anders als in den Wirtspflanzen können die Nematoden in den resistenten Ölrettich- und Gelbsenfsorten keine dauerhaft funktionellen Nährzellen bilden, d. h. die eingewanderten Larven verhungern oder entwickeln sich zu Männchen (Weibchen benötigen zur Zystenbildung 40-mal so viel Nahrung wie die Entwicklung zum Männchen). Dieses Prinzip der biologischen Nematodenbekämpfung wurde seit Ende der 70er Jahre immer weiter entwickelt, und beim Ölrettich sind nun einige Sorten in der Lage, den Besatz an Rübennematoden im Zwischenfruchtanbau unter günstigen Anbaubedingungen über 90 % zu reduzieren. Danach können Zuckerrüben im folgenden Anbaujahr ohne Schäden angebaut werden.
Mittlerweile sind auch nematodenresistente und nematodentolerante Zuckerrübensorten auf dem Markt. Während die nematodenresistenten Sorten bei etwas geringerem Ertragspotential die Nematodenentwicklung weitgehend unterbinden und die Populationsdichte im Boden reduzieren, führen die nematodentoleranten Sorten eher zu einem leichten Anstieg der Populationsdichte, weisen aber auch bei höheren Populationsdichten keine Ertragseinbußen auf.
Neutrale Pflanzen, die weder Lockstoffe abgeben, noch befallen werden, sind Gartenbohne, Hanf, Mohn, Zichorien, Roggen, Luzerne, Mais und Phacelia.
Auf dem deutschen Markt sind keine chemisch-synthetischen Mittel (Nematizide) zur Bodenentseuchung zugelassen.